# Зелигсон, Уриэль
Уриэль (Ури) Зелигсон (6 февраля 1937, Тель-Авив — 29 января 2022, Нетания) — заслуженный профессор гематологии медицинского факультета Тель-Авивского университета, заведующий Научно-исследовательским институтом тромболизиса и гемостаза им. Амалии Бирон Тель-Авивского университета и медицинского центра Шиба. Член Израильской Академии наук.

## Биография
В 1963 г. окончил медицинскую школу Еврейского университета в Иерусалиме. В 1965-1970 гг. проходил специализацию по гематологии и внутренней медицине в больнице им. Хаима Шиба (Тель а Шомер). Во время Шестидневной войны заведовал полевой больницей на Синае.
В 1972 году окончил аспирантуру по специальности «свёртываемость крови» в Университете Южной Калифорнии в Лос-Анджелесе (штат Калифорния, США).
По возвращении в Израиль в 1972 году основал национальный центр гемофилии в медицинском центре Шиба. В рамках руководства этим центром основал первый в Израиле Хельсинкский комитет.
Во время войны Судного дня командовал хирургической ротой на Суэцком канале и получил звание полковника.
В 1979-1993 гг. руководил институтом гематологии медицинского центра Ихилов (Сураски).
В 1993 г. основал институт свёртывания крови и отделение гематологии в медицинском центре Шиба, а в 2004 г. - Научно-исследовательский институт тромболизиса и гемостаза им. Амалии Бирон в сотрудничестве с учеными медицинского факультета Тель-Авивского университета.
С 1966 г. преподавал на медицинском факультете Тель-Авивского университета. В 1977 г. получил звание доцента, а в 1982 г. стал штатным профессором. Был заместителем декана медицинского факультета Тель-Авивского университета и возглавлял школу непрерывного образования. Был приглашенным профессором в Калифорнийском университете в Сан-Диего (США), в Университете Стоуни-Брук штата Нью-Йорк (США), в Научно-исследовательском институте Скриппса (Сан-Диего, штат Калифорния, США), в Голландской академии наук, в больнице Маунт Синай (Нью-Йорк, США) и в Рокфеллеровском университете (Нью-Йорк, США).
В 1979 г. организовал конференцию Международной федерации гемофилии в Тель-Авиве. В 1995 г. занимал должность президента Международного съезда по тромбозам и гемостазу с участием 3500 ученых со всего мира. Был соучредителем Европейской ассоциации гематологов в 1993 г.
Является членом редколлегии журналов Blood Coagulation & Fibrinolysis и Journal of Thrombosis and Hemostasis.
В 1998 г. стал одним из пятерых авторов 6-го издания известного учебника по гематологии Williams Hematology. Участвовал в написании и редактировании 7-го и 8-го изданий этого учебника.
Автор 230 научных статей.

## Семья
Жена — Хани Зелигсон; у супругов трое детей и шесть внуков. Сын Габи Зелигсон — генеральный директор компании Nova, дочь Яэль Хенкин — преподаватель, сын Дан — инженер-программист.

## Научные достижения
Исследования Ури Зелигсона посвящены наследственным патологиям, связанным с повышенной свёртываемостью крови. Он открыл 4 наследственных заболевания, особенно распространенных среди евреев.

### Наследственный дефицит фактора свёртывания крови XI
Наследственный дефицит фактора свёртывания крови XI проявляется в чрезмерных кровотечениях, особенно вследствие хирургических операций. Профессор Зелигсон обнаружил, что 9% евреев-ашкеназов являются носителем генетической мутации, которая приводит к дефициту этого фактора. Он также обнаружил, что дефицит фактора XI не уменьшает риска инфаркта миокарда, но снижает риск инсульта.

### Наследственный дефицит фактора свёртывания крови VII
Профессор Зелигсон был одним из первых исследователей, описавших фактор свёртывания крови VII. Он нашел новый способ активировать его в начале процесса свёртывания крови. На основе его открытия датская компания Novo Nordisk с помощью генной инженерии разработала рекомбинантный активированный фактор VII (Novoseven). Препарат эффективен у больных с гемофилией и наличием ингибиторов, а также при лечении людей, страдающих от кровотечения в результате травм.

### Тромбастения Гланцмана и интегрин αllbβ3 в тромбоцитах
Тромбоциты скапливаются в местах разрыва кровеносных сосудов, запечатывая их. Тромбоциты прикрепляются к фибриногену, соединяющему их. Тромбастения Гланцмана – это редкое генетическое заболевание, при котором возникает отсутствие или нарушение активности рецептора фибриногена, или интегрина αllbβ3, что проявляется тенденцией к серьезным кровотечениям. Профессор Зелигсон разработал метод пренатальной диагностики этого заболевания. Его исследования внесли большой вклад в разработку антикоагулянтов, которые блокируют интегрин αllbβ3 и широко используются при лечении больных с инфарктом миокарда.

### Комбинированный дефицит факторов свёртывания крови V и VIII
Профессор Зелигсон вместе с исследователями Мичиганского университета исследовал редкое заболевание, при котором существует комплексный дефицит факторов свёртывания V и VIII. Ген, кодирующий выработку фактора свёртывания V находится в 1-й хромосоме, в то время как ген, кодирующий выработку фактора свёртывания VIII, находится в хромосоме X. Более 45 лет механизм этого заболевания был не ясен. Профессор Зелигсон и его коллеги исследовали ДНК 10 семей больных израильтян и обнаружили, что мутантный ген, отвечающий за это заболевание, находится в 18-й хромосоме.
В 2004 г. исследователи обнаружили еще один ген - MCFD2, мутация которого также приводит к этой болезни.

### Гиперкоагуляция крови с клинической и молекулярной точки зрения
В последнее десятилетие выяснилось, что существуют наследственные состояния гиперкоагуляции, ответственные за венозные тромбозы. Наследственные дефекты, приводящие к этому, — белки, блокирующие коагуляцию. Зелигсон был первым, кто обнаружил серьезный врожденный дефицит протеина С – одного из необходимых блокаторов коагуляции крови. В то время как недостаток протеина С встречается довольно редко, существует два распространенных генетических дефекта, которые приводят к гиперкоагуляции. Это протромбин G20210A и фактор V Лейдена.

## Награды
- Медаль Роберта П. Гранта.

- Премия за выдающиеся достижения Международной организации по тромбозам и гемостазу.